# Trowbridge, Cardiff
Trowbridge är en community i Storbritannien.   Den ligger i den östra delen av kommunen Cardiff och riksdelen Wales, i den södra delen av landet, 210 km väster om huvudstaden London.